# Сельское поселение Борское
Сельское поселение Борское — муниципальное образование в Борском районе Самарской области.
Административный центр — село Борское.

## Население
| 2010  | 2012  | 2013  | 2014  | 2015  | 2016  | 2017  | 2018  | 2019  |
| ----- | ----- | ----- | ----- | ----- | ----- | ----- | ----- | ----- |
| 9004  | ↘8982 | ↗9034 | ↗9056 | ↗9184 | ↗9236 | ↗9282 | ↘9258 | ↘9174 |
| 2020  | 2021  |       |       |       |       |       |       |       |
| ↘9036 | ↘8976 |       |       |       |       |       |       |       |

Население на 1 января 2024 года составляет: 8 818.

## Административное устройство
В состав сельского поселения Борское входят:
- село Борское,
- поселок Немчанка.